# Nothojafnea
Nothojafnea — рід грибів родини Pyronemataceae. Назва вперше опублікована 1968 року. Спочатку цей рід описав індонезійський міколог Міен Ахмад Ріфай у 1968 році, після знахідки виду Nothojafnea cryptotricha, в Австралії. Nothojafnea thaxteri  знайдений раніше в Чилі та Аргентині, був доданий до роду в 1971 році. Вважається, що обидва види є ектомікоризними; cryptotricha асоціюється з миртовими, тоді як  thaxteri зустрічається з південним буком.

## Класифікація
Згідно з базою MycoBank до роду Nothojafnea відносять 2 офіційно визнаних види:
- Nothojafnea cryptotricha
- Nothojafnea thaxteri